# Иржи Кратохвил
Иржи Кратохвил (на чешки: Jiří Kratochvil) е чешки писател, драматург и публицист. Определян е като един от най-оригиналните чешки прозаици от края на XX и началото на ХХІ век.

## Биография и творчество
Иржи Кратохвил е роден на 4 януари 1940 г. в гр. Бърно, Чехия. През 1952 г. отива за определен период със семейството си в САЩ. Завършва философския факултет на Масариковия университет в Бърно през 1963 г.
След дипломирането си работи като учител и библиотекар. Започва да публикува свои разкази още през 1964 г. След „Пражката пролет“ през август 1968 г. и периода след нея, заради изявените си политически позиции, попада в списъка на забранените автори, заедно във Вацлав Хавел, Милан Кундера, Йозеф Шкворецки, и др. След 1970 г. работи различни временни работи в заводи и селскостопански предприятия, като едновременно публикува като самиздат или в чуждестранни емигрантски издания.
Официално публикуването на неговите произведения започва чак след „нежната революция“ в Чехия в 1989 г. Скоро след това криминалните му романи се оценяват от критиката като водещи в постмодернизма в чешката проза, а той като теоретик и практик на това направление. Новаторските текстове на Кратохвил и поетиката на романите му са сравнявани тези на Милан Кундера.
След 1989 г. за своята литературна дейност получава редица награди – „Том Стопард“ (1991), Чешката награда за продажби (1993), Егон (1996), „Карел Чапек“ (1998) и „Ярослав Зайферт“ (1999).

## Произведения
- Případ s Chatnoirem (1978) – забранена през 1970 г., издадена като „Případ nevhodně umístěné šance”
- Medvědí román /самиздат-1987/ (1990)
- Uprostřed nocí zpěv (1992)
- Orfeus z Kénigu (1994) – разкази
- Má lásko, postmoderno (1994)
- Avion (1995) – награда „Егон Хостовски“
- Siamský příběh (1996)
- Slepecká cvičení (1997)
- Nesmrtelný příběh (1997)
- Noční tango (1999)
- Urmedvěd (1999)
- A babička slaví devětadevadesáté narozeniny (1999) – пиеса
- Truchlivý Bůh (2000)
- Лягай долу, звяр!, Lehni, bestie! (2002)
- Лейди Карнавал, Lady Carneval (2004)
- Herec (2006)
- Brněnské povídky (2007) – сборник с разкази
- Slib (2009)
- Femme fatale (2010)
- Kruhová leč (2011 – разкази
- Dobrou noc, sladké sny (2012)
- Alfa Centauri (2013)